# Csapat rövid program szinkronúszás a 2013-as úszó-világbajnokságon
A szinkronúszás csapat rövid programot a 2013-as úszó-világbajnokságon július 20-án és 22-én rendezték meg. Előbb a selejtezőt, két nap a döntőt.

## Érmesek
| Arany | Ezüst | Bronz |
| Oroszország · Vlada Chigireva · Daria Korobova · Alexandra Patskevich · Elena Prokofyeva · Alla Shishkina · Maria Shurochkina · Anzhelika Timanina · Alexandra Zueva · Mikhaela Kalancha (tartalék) · Anisya Olkhova (tartalék) | Spanyolország · Clara Basiana · Alba María Cabello · Ona Carbonell · Margalida Crespí · Thaïs Henríquez · Paula Klamburg · Meritxell Mas · Cristina Salvador · Clara Camacho (tartalék) · Sara Levy (tartalék) | Ukrajna · Lolita Ananasova · Olena Grechykhina · Ganna Klymenko · Kateryna Reznik · Oleksandra Sabada · Kateryna Sadurska · Anastasiya Savchuk · Anna Voloshyna · Maryna Golyadkina (tartalék) · Olha Zolotarova (tartalék) |

## Eredmény
| Helyezés  | Nemzetiség | Selejtező | Selejtező | Döntő     | Döntő    |
| Helyezés  | Nemzetiség | Pont      | helyezés  | Pont      | Helyezés |
| --------- | ---------- | --------- | --------- | --------- | -------- |
| Aranyérem | RUS        | 96.500    | 1         | 96.600    | 1        |
| Ezüstérem | ESP        | 94.700    | 2         | 94.400    | 2        |
| Bronzérem | UKR        | 93.200    | 3         | 93.300    | 3        |
| 4         | JPN        | 92.200    | 4         | 92.200    | 4        |
| 5         | CAN        | 90.100    | 5         | 90.300    | 5        |
| 6         | ITA        | 89.600    | 6         | 89.900    | 6        |
| 7         | FRA        | 87.100    | 7         | 87.200    | 7        |
| 8         | GRE        | 86.300    | 8         | 86.400    | 8        |
| 9         | PRK        | 83.800    | 11        | 84.300    | 9        |
| 10        | BRA        | 84.600    | 9         | 84.000    | 10       |
| 11        | MEX        | 84.100    | 10        | 83.700    | 11       |
| 12        | NED        | 81.800    | 12        | 81.700    | 12       |
| 16.5      | H09.5      |           |           | 00:55.635 | O        |
| 13        | KAZ        | 81.600    | 13        |           |          |
| 14        | EGY        | 77.000    | 14        |           |          |
| 15        | SIN        | 69.800    | 15        |           |          |
| 16        | CRC        | 63.400    | 16        |           |          |